# Cyanea (djur)
Cyanea är ett släkte med maneter som förekommer i många av världens alla hav, främst i nordligare vatten i Atlanten och Stilla havet. Släktnamnet Cyanea har även givits till ett släkte med hawaiianska lobelior.
Släktets taxonomi är omdiskuterad. Vissa auktoriteter har föreslagit att alla arter inom släktet borde behandlas som en art. Dock tyder forskning på att i varje fall röd brännmanet och blå brännmanet, som båda förekommer i Nordsjön, är distinkta arter Cyanea kan vara ett exempel på ett artkomplex med taxon som nyligen skiljts åt. Det finns en rad beskrivna arter men ITIS erkänner idag tio stycken:
- Röd brännmanet (Cyanea capillata) (Linnaeus, 1758)
- Cyanea citrae (Kishinouye, 1910)
- Cyanea ferruginea Eschscholtz, 1929
- Cyanea fulva Agassiz, 1862
- Blå brännmanet (Cyanea lamarckii) Péron & Lesueur, 1809
- Cyanea mjoebergi Stiasny 1921
- Cyanea muellerianthe Haacke, 1887
- Cyanea nozakii Kishinouye, 1891
- Cyanea postelsi Brandt, 1838
- Cyanea purpurea Kishinouye, 1910